# Herb Muszyny
Herb Muszyny – jeden z symboli miasta Muszyna i gminy Muszyna w postaci herbu.

## Wygląd i symbolika
Herb przedstawia na tarczy herbowej koloru biskupiego, stylizowanej na gotycką, o ukośnie ściętych rogach, złotą infułę, której wstęgi oplatają jednokrotnie (po czym zwisają swobodnie) poniżej umieszczone dwa inne atrybuty biskupie: pastorał po lewej i ferulę z krzyżem patriarchalnym po prawej, obydwa również koloru złotego. Ferula i pastorał są skrzyżowane na kształt litery X. Na wysokości ich przecięcia umieszczono otwartą księgę Ewangelii.Obramowanie infuły, pas środkowy, wstęgi, obramowanie tarczy oraz brzegi księgi ewangelicznej są koloru złotego. Infuła, krzyż na infule, obramowanie wstęg od infuły są koloru srebrnego. Karty księgi są białe. Oprawa księgi jest ciemnozielona.
Herb nawiązuje do pierwotnej przynależności miasta do arcybiskupstwa krakowskiego.

## Historia
Pierwotnie w herbie miasta był pelikan z pisklętami. W 1288 roku została zapisana biskupowi Pawłowi z Przemankowa. Wtedy to właśnie powstała pieczęć z wizerunkiem biskupa na tronie z dwoma wilkami po bokach. Postać biskupa przedstawiona jest w długiej sukni i w infule na głowie. W lewej ręce trzyma pastorał, a prawą błogosławi.
W 1783 roku pieczęć Muszyny zmieniła wygląd – znalazła się na niej infuła. Od 1870 roku dodatkowo trzy elementy: pastorał z liśćmi laurowymi, podwójny krzyż, zamknięta księga ewangeliczna, położona na dwunożnej podstawce. Pieczęci z podobnym herbem używano jeszcze w urzędach państwowych Muszyny w okresie międzywojennym, na pewno jeszcze do 1925 roku.
Kolejna modyfikacja miała miejsce w latach trzydziestych XX wieku. Nowym elementem wstawionym na miejsce księgi ewangelicznej była podwójna kokarda z dwiema spływającymi po bokach wstążkami. Szybko jednak zrezygnowano z takiego herbu, na rzecz modelu wcześniejszego. W 1965 roku herb Muszyny został opracowany naukowo przez autorów książki Miasta Polski w tysiącleciu.
10 września 1990 roku Rada Miasta i Gminy Uzdrowiskowej Muszyny uchwałą nr V/44/90 przyjęła herb projektu muszyńskiego plastyka Janusza Krzyżanowskiego.